# Heuilley-sur-Saône
 Heuilley-sur-Saône  là một xã ở tỉnh Côte-d’Or trong vùng Bourgogne-Franche-Comté, phía đông nước Pháp. Xã Heuilley-sur-Saône nằm ở khu vực có độ cao trung bình 190 mét trên mực nước biển.